# Jak si vzít milionáře
Jak si vzít milionáře (v originále How to Marry a Millionaire) je americká screwballová komedie z roku 1953, kterou režíroval Jean Negulesco. V hlavních rolí hrají Betty Grableová, Marilyn Monroe a Lauren Bacallová.

## Příběh

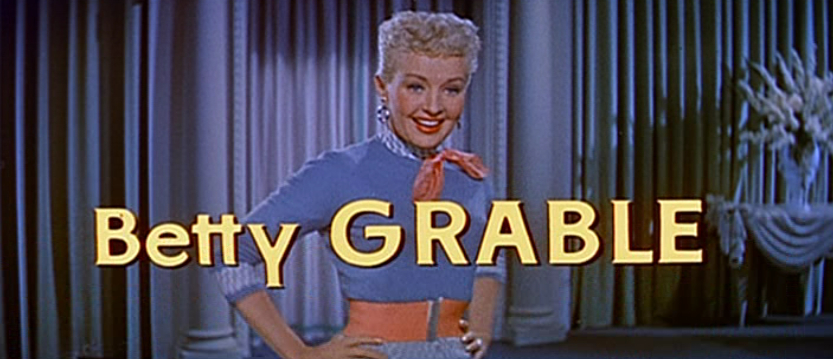
Betty Grableová jako Loco Dempseyová

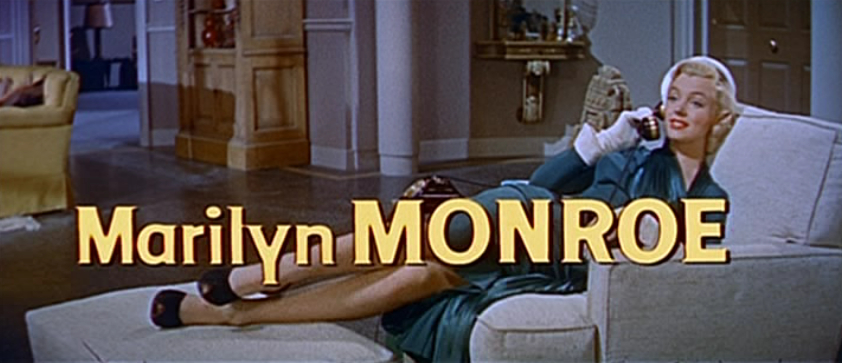
Marilyn Monroe jako Pola Debevoiseová

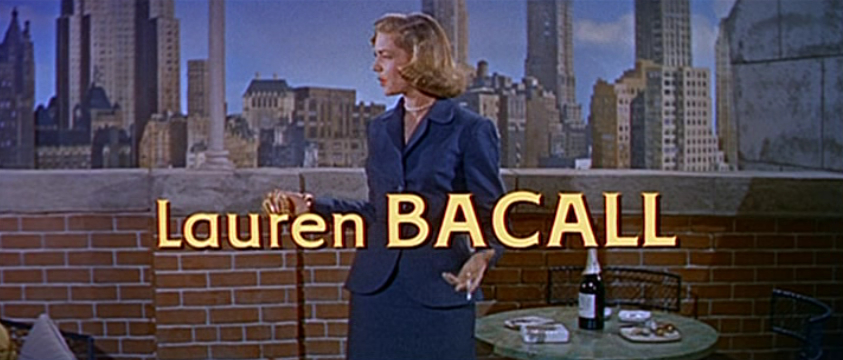
Lauren Bacallová jako Schatze Pageová

Dvě kamarádky, Schatze (Lauren Bacallová) a Pola (Marilyn Monroe), ke kterým se přidá i Loco (Betty Grableová), si za poslední peníze pronajmou velký luxusní apartmán na Manhattanu. Všechny tři zlatokopky se pokusí co nejdříve provdat za co nejbohatšího muže. Do „práce“ se pustí hned a Schatze se brzy seznámí s postarším vdovcem J. D. Hanleyem (William Powell), Pole se zalíbí jednooký falešný ropný magnát J. Stewart Merrill (Alex D'Arcy) a Loco se pokusí svést ženatého obchodníka Waltera Brewstera (Fred Clark).
Peníze se jim však rychle ztrácí a aby měly na nájem, prodají většinu nábytku z jejich apartmánu, a nakonec se ocitnou jen s jedním malým stolkem, pár židlemi a třemi rozkládacími postelemi. Svádění však pokračuje dál a Loco se rozhodne s Brewsterem navštívit jeho sídlo v Maine, přičemž si myslí, že se zde má zúčastnit sjezdu Elks Clubu (Klub ochránců losů). Jakmile však dorazí na místo, zjistí, že se žádný sjezd nekoná a jeho sídlo je jen pouhá chata v nyní zasněžené divoké krajině. Než se stačí vzpamatovat z prvotního šoku, zjistí, že onemocněla spalničkami a musí zde nějakou dobu zůstat. Po zotavení se však začne vídat s místním lesním strážcem Ebenem Salemem (Rory Calhoun), o kterém si mylně myslí, že je bohatý vlastník půdy. Salem je však pouhým správcem zdejších rozlehlých lesů.
V New Yorku se mezitím Pola do Merilla zamiluje, ale během cesty za návštěvou jeho matky si splete letadlo a místo do Atlantic City poletí do Kansas City. V letadle se však seznámí s brýlatým Freddiem Denmarkem (David Wayne), kterému také patří jejich pronajatý apartmán, ale brzy se dozví, že Denmark je na útěku kvůli daňovým podvodům. Pola se také velmi stydí nosit brýle, ale Denmark ji přesvědčí, že s nimi vypadá ještě lépe než bez nich. Během letu se do sebe následně zamilují a brzy se vezmou.
Schatze se však tolik nedaří a Hanley se s ní po jeho návštěvě rozejde. Navíc je také naštvaná na dotěrného Toma Brookmana (Cameron Mitchell), který ji neustále zve na rande. Když ji jednou pozve do restaurace, nakonec kývne, ale po každé schůzce se s ním rozloučí, že ho už nikdy nechce vidět. Při dalším rande u Sochy Svobody mu opakuje totéž, avšak při cestě nazpátek se v taxíku nakonec políbí. Přestože ho Schatze považuje za neupraveného a nijak zvlášť bohatého muže, nedokáže se ubránit faktu, že se do něj také zamilovala. Brzy na to se však znovu objeví Hanley a požádá Schatze o ruku.
Na svatbu dorazí i její kamarádky a obě Schatze sdělí, že se již vdaly, ale ani jeden z jejich manželů rozhodně není milionář. Schatze jim to povrchně vyčítá, ale následující obřad ji natolik dojme, že Hanleymu řekne, že pro něj není dost dobrá, ať si ji raději nebere. Hanley se s jejím odmítnutím překvapivě rychle smíří a Schatze si hned na to vezme svou opravdovou lásku – Toma Brookmana.
Snímek uzavírá scéna všech kamarádek se svými manželi u baru v místním lokále, kde se navzájem baví nevelkým bohatstvím jejich manželů. Jakmile se však slovo dostane na Brookmana, přizná své jmění, čítající zhruba 200 milionů dolarů. Nikdo z přítomných ho nebere vážně, ale jakmile vytáhne obrovský balík bankovek a nechá číšníkovi na baru 1000dolarovou bankovku, všechny tři manželky rázem omdlí. Pánové už si jen na závěr připijí na jejich počest.

## Obsazení
| Betty Grableová  | Loco Dempseyová    |
| Marilyn Monroe   | Pola Debevoiseová  |
| Lauren Bacallová | Schatze Pageová    |
| David Wayne      | Freddie Denmark    |
| Rory Calhoun     | Eben Salem         |
| Cameron Mitchell | Tom Brookman       |
| Alex D'Arcy      | J. Stewart Merrill |
| Fred Clark       | Waldo Brewster     |
| William Powell   | J. D. Hanley       |